# Colonia colonus
Colonia colonus е вид птица от семейство Tyrannidae, единствен представител на род Colonia.

## Разпространение
Видът е разпространен в Аржентина, Боливия, Бразилия, Колумбия, Коста Рика, Еквадор, Френска Гвиана, Гвиана, Хондурас, Никарагуа, Панама, Парагвай, Перу, Суринам и Венецуела.